# Большой Двор (Ягницкое сельское поселение)
Большой Двор — деревня в Череповецком районе Вологодской области.
Входит в состав Ягницкого сельского поселения, с точки зрения административно-территориального деления — центр Большедворского сельсовета.
Расстояние по автодороге до районного центра Череповца — 120 км, до центра муниципального образования Ягницы — 10 км. Ближайшие населённые пункты — Никулино, Васюково, Козлово.
По переписи 2002 года население — 134 человека (71 мужчина, 63 женщины). Преобладающая национальность — русские (99 %).